# Ang Mey
Ang Mey (in khmer ក្សត្រីអង្គម៉ី; 1815 – Oudong, dicembre 1874) è stata una regina cambogiana.
Salì al trono con l'aiuto dei vietnamiti nel 1834 e regnò fino al 1841, quando una rivolta popolare costrinse i vietnamiti a lasciare la Cambogia. Fu una delle poche donne a guidare la monarchia nella storia nazionale. Il suo titolo ufficiale fu Sua Maestà Samdech Preah Maha Rajini Ang Mey.
Alla fine del suo regno ebbe inizio la guerra siamese-vietnamita (1841-1845); i siamesi invasero la Cambogia e installarono sul trono di Oudong il nipote di Ang Mey, il principe Ang Duong, che fino ad allora era stato tenuto in ostaggio a Bangkok. La regina e altri membri della casa reale furono deportati dai vietnamiti nella capitale Huế.